# The Fable of the Girl Who Took Notes and Got Wise and Then Fell Down
The Fable of the Girl Who Took Notes and Got Wise and Then Fell Down è un cortometraggio muto del 1917 diretto da Richard Foster Baker.
Il soggetto è tratto da una storia dello scrittore George Ade. La sceneggiatura è firmata da Charles Mortimer Peck.

## Produzione
Il film fu prodotto dalla Essanay Film Manufacturing Company.

## Distribuzione
Il film uscì nelle sale cinematografiche USA il 3 novembre 1917.